# Mamma Mia! The Movie Soundtrack
| Críticas profissionais | Críticas profissionais |
| Avaliações da crítica  | Avaliações da crítica  |
| Fonte                  | Avaliação              |
| ---------------------- | ---------------------- |
| Allmusic               | 2.5 de 5 estrelas.     |
| Billboard              | 5 de 5 estrelas.       |
| NeuFutur               | 8.5 de 10 estrelas.    |

Mamma Mia! The Movie Soundtrack é a trilha somora do filme musical de 2008 Mamma Mia!. O álbum inclui as performances do elenco do musical: Meryl Streep, Amanda Seyfried, Pierce Brosnan, Dominic Cooper, Stellan Skarsgård, Colin Firth, Julie Walters, Christine Baranski, Ashley Lilley e Rachel McDowall.  

## Trilha sonora do filme
| Número | Música                         | Performance (personagens)                           |
| ------ | ------------------------------ | --------------------------------------------------- |
| 1      | I Have a Dream                 | Sophie                                              |
| 2      | Gimme! Gimme! Gimme! (Karaokê) | (instrumental)                                      |
| 3      | Honey, Honey                   | Sophie, Ali e Lisa                                  |
| 4      | Money, Money, Money            | Donna, Tanya e Rosie                                |
| 5      | Mamma Mia                      | Donna                                               |
| 6      | Chiquitita                     | Tanya e Rosie                                       |
| 7      | Dancing Queen                  | Donna, Tanya e Rosie                                |
| 8      | Our Last Summer                | Sophie, Sam, Bill e Harry                           |
| 9      | Lay All Your Love on Me        | Sophie, Sky e amigos de Sky                         |
| 10     | Super Trouper                  | Donna, Tanya e Rosie                                |
| 11     | Gimme! Gimme! Gimme!           | Sophie, Ali, Lisa e amigas de Sophie                |
| 12     | The Name of the Game           | Sophie                                              |
| 13     | Voulez-Vous                    | todos                                               |
| 14     | SOS                            | Donna e Sam                                         |
| 15     | Does Your Mother Know          | Tanya, Pepper e amigos de Sky                       |
| 16     | Slipping Through My Fingers    | Donna e Sophie                                      |
| 17     | The Winner Takes It All        | Donna                                               |
| 18     | I Do, I Do, I Do               | Sam e convidados                                    |
| 19     | When All is Said and Done      | Sam, Donna e convidados                             |
| 20     | Take a Chance on Me            | Rosie, Bill, Harry e convidados                     |
| 21     | Mamma Mia (Reprise)            | todos                                               |
| 22     | I Have a Dream (Reprise)       | Sophie                                              |
| 23     | Dancing Queen                  | Donna, Tanya e Rosie                                |
| 24     | Waterloo                       | Donna, Tanya, Rosie, Sam, Bill, Harry, Sophie e Sky |

## Trilha sonora do CD
Essa é a trilha sonora do CD lançado em 2008.
| Número | Música                      | Performance                                                            |
| ------ | --------------------------- | ---------------------------------------------------------------------- |
| 1      | Honey, Honey                | Amanda Seyfried , Rachel McDowall e Ashley Lilley                      |
| 2      | Money, Money, Money         | Meryl Streep (Feat. Christine Baranski e Julie Walters)                |
| 3      | Mamma Mia                   | Meryl Streep                                                           |
| 4      | Dancing Queen               | Meryl Streep, Christine Baranski e Julie Walters                       |
| 5      | Our Last Summer             | Pierce Brosnan, Colin Firth, Stellan Skarsgård (Feat. Amanda Seyfried) |
| 6      | Lay All Your Love on Me     | Dominic Cooper, Amanda Seyfried e Amigos de Sky                        |
| 7      | Super Trouper               | Donna & os Dínamos                                                     |
| 8      | Gimme! Gimme! Gimme!        | Elenco Feminino                                                        |
| 9      | The Name of the Game        | Amanda Seyfried                                                        |
| 10     | Voulez-Vous                 | Elenco                                                                 |
| 11     | SOS                         | Meryl Streep e Pierce Brosnan                                          |
| 12     | Does Your Mother Know       | Christine Baranski e Philip Michael                                    |
| 13     | Slipping Through My Fingers | Meryl Streep e Amanda Seyfried                                         |
| 14     | The Winner Takes It All     | Meryl Streep                                                           |
| 15     | When All is Said and Done   | Meryl Streep e Pierce Brosnan                                          |
| 16     | Take a Chance on Me         | Elenco                                                                 |
| 17     | I Have a Dream              | Amanda Seyfried                                                        |

Obs: O CD possui uma faixa escondida: Thank You For The Music